# Luz de Mafasca
La luz de Mafasca o Luz del Carnero es una leyenda de origen canario, con especial influencia en Fuerteventura. El fenómeno lumínico se repite en otras zonas del archipiélago como Gran Canaria, La Palma, Tenerife o La Gomera, donde han registrado varias manifestaciones.

## Características
La Luz de Mafasca consiste, según los que relatan haberla visto, en un brote luminoso, que puede ser de distintos colores, según el espectador, como azul, amarillo, verde o rojo, similar a la visión de la colilla de un cigarrillo en la oscuridad.

## Fenómeno
La luz de Mafasca es una luz, probablemente producida por algún fenómeno natural, que se aparece sobre todo en las noches oscuras y silenciosas. La luz es pequeña, pero a veces puede alcanzar grandes dimensiones durante unos segundos, para recuperar de nuevo su tamaño. Se desplaza de forma aparentemente inteligente, subiendo y bajando y puede mantenerse estática en el aire o acelerar, de repente. En las posibles explicaciones se descarta que sea algún tipo de Láser, ya que el origen de la leyenda data de muchos siglos atrás.

## Leyenda
La leyenda de la luz de Mafasca es original de Fuerteventura, que consiste en un brote luminoso de distintos colores que se ven en la oscuridad.
Cuando unos pastores comenzaron a juntar la leña necesaria para preparar el fuego, entre los restos recogidos hallaron una pequeña cruz de madera. Sabían que en Fuerteventura es costumbre colocar una cruz en el lugar donde fallece una persona, pero con el hambre que tenían hicieron caso omiso de esa tradición y utilizaron la cruz para alimentar el fuego.
Pero, según la leyenda, cuando las llamas comenzaron a consumir la cruz de madera, de entre las cenizas surgió una extraña luz que saltaba de un lado hacia otro, como si tuviese vida propia. Los pastores, asustados, corrieron alejándose de aquel objeto luminoso que para ellos no era otra cosa que el alma del difunto para el cual habían clavado aquella cruz.
Desde entonces se producen estos fenómenos en las noches silenciosas y oscuras tanto en Fuerteventura como en las demás islas en el Archipiélago Canario.